# مشروع نغابارتجي نغابارتجي
نغابارتجي نغابارتجي هو مشروع تطوير مجتمعي تنشيط للغة السكان الأصليين من شركة الفنون والتغيير الاجتماعي الأسترالية بيغ هارت الذي نفذته في مناطق مختلفة من على طول أراضي أنانجو بيتجانتجارا ويانكونيتجاجارا في أستراليا الوسطى وأليس سبرينغز. اشتغل المشروع من 2005 حتى 2010 بمشاريع منفصلة وعروض متصلة بالمشروع. أسس المشروع بناءً على برنامج تطوير مجتمعي ذو خلفية فنية انعكاسية وتجريبية يتضمن إنشاء موقع إلكتروني تفاعلي لتعليم اللغة والثقافة من خلال المتحدثين الشباب والكبار للغة البيتجانتجارا واللغويين وعمل جولة مسرحية ثنائية اللغة وحملة إعلامية تعرض تطور السياسة اللغوية لسكان أستراليا الأصليين.

## الأهداف
كان الهدف الرئيسي لنغابارتجي هو إحداث تغيير إيجابي مستدام في مختلف مجتمعات السكان الأصليين المحرومة والتي تكافح من خلال إتاحة فرص للأفراد المحليين للمشاركة برأس مالهم الثقافي في الممارسات القائمة على الفنون. سعت شركة بيغ هارت، من خلال خلق الفن في أشكال مختلفة، لصيانة وإحياء اللغة بيتجانتجارا وبالتالي للحفاظ على المعرفة الثقافية، من أجل تحسين مستويات محو الأمية العامة (التي تعرف بأنها كل من القدرة على القراءة والكتابة، وكذلك القدرة على الانخراط في بطريقة ذات مغزى ثقافي بوسائل الإعلام الحديثة والتكنولوجيا الحديثة) وتعزيز التماسك الاجتماعي بصفته تدبيرًا لمنع الجريمة. كان جزءا من مسعى المشروع «رسم صورة إيجابية قوية عن الثقافة في الوقت الذي كانت فيه القضايا الصحية والاجتماعية تهيمن على وسائل الإعلام (حسابات المنطقة وسكانها)».
يهدف المشروع، على المستوى العالمي، إلى رفع مستوى الوعي والاهتمام والتقدير للغات الأصلية بشكل عام وتوفير نموذج لإحياء اللغات المهددة بالانقراض.

## المشروع
مُنح الجيش البريطاني، بين عامي 1955 و1963 الإذن لإجراء عدد من التجارب النووية حول مارالينجا في صحراء جنوب أستراليا. بعد التقليل في البداية من الآثار البيئية والاجتماعية لتلك الاختبارات، تراجعت الحكومتان الأسترالية والمملكة المتحدة في عام 1994 عن دفع 13,5 مليون دولار أسترالي بصفته تعويضًا لشعب تجاروتجا مارلينجا المحلي.
قاد البحث عن عرض مسرحي مخطط له عن عائلة الممثل تريفور جاميسون هو والمخرج الإبداعي لشركة بيغ هارت سكوت رانكين والمنتج ألكس كيلي إلى أرض آبي حيث وجد الكثير من النازحين من مارالينجا تاروتجا مكانًا يأويهم. جلبت المشاورات مع شيوخ المجتمع وأسرة جاميسون المترامية، حول تاريخ المنطقة والتحديات المعاصرة، الأفكار الأولى حول تركيز المشروع وهيكله. في عام 2002، مثلت مسرحية «أبرز الأحداث في مامو» المرحلة الأولى في الاستكشاف المسرحي لقصة الأسرة.
في عام 2005، انتقل كيلي إلى أليس سبرينغز وبدأ بإقامة مزيد من الاتصالات مع أفراد المجتمع والمنظمات والمؤسسات عبر أراضي آبي. كان الهدف من هذه المرحلة المبكرة هو مقابلة السكان المحليين، والاستماع إلى قصصهم ورواياتهم المباشرة عن المشكلات التي تواجه مجتمعاتهم المحلية والتعرف على الأفكار المحلية حول كيفية معالجة هذه المشاكل. يوجد سببان، في قلب القضايا التي حددها الأشخاص مرارًا وتكرارًا في المشاورات، الاغتراب بين الأجيال وفقدان وشيك للغة وثقافة بيتجانتجارا.
كان التحدي الذي يواجه عمال شركة بيغ هارت وأفراد المجتمع المعنيين هو إيجاد إطار مناسب من شأنه أن يلتقط خيال كبار السن والشباب على حد سواء ويجمعهم في تبادل ذي مغزى. إن تطوير إنتاج مسرحي ثانوي رئيسي يحدث بالتفاعل مع مجتمع إيرنابيلا يوفر مجالًا واحدًا محتملًا للتفاعل. للسماح بنهج أكثر استهدافًا في صيانة اللغة، أثبت تطوير دورة لغة متكاملة عبر الإنترنت تستند إلى مقاطع سينمائية قصيرة أنها طريقة أخرى؛ وجذب الجانب التكنولوجي السعادة المرافقة لإنشاء الأفلام والوسائط الرقمية عددًا كبيرًا من الشباب بينما تُمكِن كبار السن على نقل المعرفة اللغوية والثقافية في بيئة تعزز احترام ثروتهم من الخبرة. في سلسلة من ورش العمل، طور الفنانون المرتبطون بشركة بيغ هارت مقاطع سينمائية قصيرة عن البلد مع مجموعة من الشباب من معسكرات المدن والمجتمعات النائية، بينما كان الشيوخ يقدمون وينصحون بشأن محتوى الدروس اللغوية.
خلال هذا المشروع، عزز هذا النوع من بيئة العمل التعلم المتبادل الذي سمح للمشاركين بتجربة أنفسهم والآخرين كزملاء عمل إبداعيين ومنتجين بالإضافة إلى المساعدة في تقليل العزلة بين الأجيال. يلاحظ بيث أحيانًا أنه عن طريق تطوير الأنشطة التي كانت مدفوعة بالتفاعل مع اللغة الأصلية مثل التسجيل الموسيقي وصناعة الأفلام والسفر إلى المدن لتقديم عرض مسرحي ثنائي اللغة، والمجالات التي تستخدم فيها اللغة كانت زائدة. يشارك كل من المشاركين الصغار والكبار في بيتجانتجارا في حوار أوسع فيما يتعلق باللغة، وفي مناقشة حول العوالم المفاهيمية الناشئة فيما يتعلق بالتجارب التي تشاركوها.
نُشرت العديد من الأفلام، بالإضافة إلى أمكانية تحميلها على موقع نيتي، على مجموعات دي في دي ووزعت من قبل الشباب عبر مجتمعاتهم. قُدمت مجموعة من ورش العمل في تخصصات أخرى مثل الرقص والتصوير ورواية القصص الرقمية والموسيقى. وشملت الأنشطة كتابة الأغاني والأداء والتدريب الصوتي والتسجيل وأخذ العينات. بالإضافة إلى جلب الفنانين إلى المجتمعات البعيدة لإجراء ورش العمل هذه، اشتركت شركة بيغ هارت أيضًا مع شركة التسجيلات «مسارات الصحراء» لتسجيل ونشر مواد المشروع، أي «ألبوم نجوراكوتو» في مقاطعة إرنابيلا مع عائدات تُوجه نحو شراء المعدات الموسيقية للمجتمع. وُفرت جميع الأغاني والمواد الأخرى المسجلة في المشروع للمجتمعات عن طريق وسائط التخزين المحمولة وتحميل المواد على أجهزة الكمبيوتر التي يمكن الوصول إليها بشكل عام.
أولي الاهتمام بشكل خاص لتزويد الشباب بأكبر قدر ممكن من التعرض لأعمالهم الفنية لتعزيز تجربة التقدير والتحريض على التواصل والتفكير. قدم المشاركون في المشروع أعمالهم في المؤتمرات والمهرجانات في حين تضمن المشروع إستراتيجية إعلامية قوية وتغطية منتظمة على المستوى المحلي والوطني. لتوفير فرص لتوسيع المهارات المهنية، نُظمت تطويرات إبداعية للعرض المسرحي المرتبط في إرنابيلا لمنح الناس الفرصة لمراقبة عمليات العمل، والنمو والمشاركة في مختلف القدرات داخل وخارج المسرح، أي عن طريق الانضمام إلى جولات الإنتاج المتعددة للمهرجانات الوطنية بصفتهم فنانين مأجورين أو فنيين مساعدين.
من أجل تعظيم تأثير تنشيط اللغة، تعاونت بيغ هارت مع مركز السياسات والبحوث الاقتصادية للسكان الأصليين التابع للجامعة الوطنية الأسترالية الذي قدم باحثوه المشورة بشأن عناصر محو الأمية في المشروع أثناء إجراء دراسة مدتها ثلاث سنوات، كجزء من مشروع «التعلم مدى الحياة ومحو الأمية في مجتمعات السكان الأصليين عن بعد 2007-2010» ومع مؤسسة فريد هولوز. كان تحسين معرفة القراءة والكتابة في كل من لغة البيتجانتجارا واللغة الإنجليزية عنصرًا قويًا في المشروع؛ نظرًا لأن العديد من المشاركين قد مروا بتجارب سلبية في أوضاع التعليم الرسمي والخجل من أصلهم كونه مثبطًا قويًا للمشاركة في مجتمعات السكان الأصليين، فقد دُمجت معرفة القراءة والكتابة في أنشطة الورشة العامة والتدرب على العمل، وهذا مرتبط بالنهج القائم على أصول شركة بيغ هارت المعتمد للمشروع إذ رُكز على المهمة في القصة بينما نُقلت مهارات محو الأمية عن طريق الوصول إلى هذه القصة ودعم الأفراد في ترجمتها إلى فن.
جنبًا إلى جنب مع الباحثين في الجامعة الأسترالية الوطنية والخبراء الآخرين في هذا المجال، بدأت بيغ هارت  بالضغط من أجل تغيير في السياسة الوطنية فيما يتعلق الحفاظ على لغات السكان الأصليين في أستراليا كجزء من إرث المشروع الذي دفع في نهاية المطاف إلى إصدار ورقة إستراتيجية حكومة الكومنولث «لغات السكان الأصليين -مقاربة وطنية» في أغسطس 2009 وتسجيل تقرير اللجنة الدائمة لمجلس النواب حول تعلم اللغة الأصلية.